# Jack Nimitz
Jack Jerome Nimitz (* 11. Januar 1930 in Washington, D.C.; † 10. Juni 2009 in Los Angeles, Kalifornien) war ein amerikanischer Jazz-Baritonsaxophonist, Klarinettist und Flötist.

## Leben und Wirken
Jack Nimitz spielte zunächst in lokalen Bands in Washington, spielte dann bei Willis Conover, Woody Herman 1953–54, mit dem er im Frühjahr 1954 Europa besuchte. Dann arbeitete er bei Stan Kenton 1955–56 und nochmals 1959, danach in Herbie Manns Band. 1956 wirkte er bei Quincy Jones’ Debütalbum This Is How I Feel About Jazz mit; danach arbeitete Nimitz in zunehmendem Maße für Fernseh- und Filmstudios, unter anderem zusammen mit Johnny Mandel. Daneben hatte er Projekte mit eigenen Formationen, trat mit Charles Mingus (Mingus at Monterey 1964), Thelonious Monk (Live at the 1964 Monterey Jazz Festival), Terry Gibbs und dem Monterey Festival Orchestra 1965 unter der Leitung von Dizzy Gillespie auf.
In den 1970er-Jahren nahm er Platten mit Louie Bellson, Chuck Mangione, Shelly Manne, Charles Mingus, Horace Silver, Gil Fuller, Gene Ammons auf und wirkte an verschiedenen Big-Band-Projekten bei Oliver Nelson, Kenny Burrell, Quincy Jones, Milt Jackson, Frank Capp und Joey DeFrancesco mit. Außerdem begleitete er den Sänger Johnny Hartman und die Sängerinnen Yasuko Agawa, June Christy, Peggy Lee, Carmen McRae, Anita O’Day und Diane Schuur auf Plattenaufnahmen.
In den 1980er nahm Nimitz unter anderem für Prince (Parade, 1986) Schallplatten auf und in den 1990er Jahren spielte er in verschiedenen kalifornischen Bands mit und gründete die Formation Supersax. In den 1990er-Jahren wirkte Nimitz außerdem bei Aufnahmen von  Bill Perkins, Bud Shank und Gerald Wilson mit und nahm 1995 sein erstes Album unter eigenem Namen auf. Im Bereich des Jazz war er laut Tom Lord zwischen 1953 und 2007 an 280 Aufnahmesessions beteiligt.
Sein Stil ist stark von Art Pepper beeinflusst.

## Diskografie

### Als Bandleader
- Jack Nimitz Quartet: Confirmation (Fresh Sound Records, 1995)

### Als Sideman
- Gil Fuller & The Monterey Jazz Festival Orchestra  Featuring Dizzy Gillespie:  (Pacific Jazz Records, 1965)
- Woody Herman: Songs for Hip Lovers (Verve Records, 1957)
- Herbie Mann: Sultry Serenade (Riverside Records, 1957)
- Bill Perkins: Our Man Woody (Jazz Mark, 1991)
- Bud Shank: New Gold! (Candid Records, 1993)
- Gerald Wilson: State Street Sweet (Mama Records, 1995); Theme for Monterey (Mama Records, 1998)